# Irnerius
Irnerius (asi 1050 – po 1125), někdy označovaný jako lucerna juris („lucerna práva“), byl italský právník a zakladatel školy glosátorů, a tedy také středověké recepce římského práva.
Vyučoval Corpus iuris civilis, nově objevený římský zákoník Justiniána I., studentům svobodných umění na univerzitě v Bologni, jeho rodném městě. Obnova a obrození římského práva, které se poprvé začalo vyučovat v Bologni v 70. letech 11. století, bylo významnou událostí v evropské kulturní historii. Irneriovy glosy v Corpus iuris civilis stojí na počátku evropského práva, které bylo psané, systematické, komplexní a racionální, a založené na římském právu.

## Život
Narodil se v Bologni asi roku 1050. Na naléhání hraběnky Matyldy Toskánské se začal věnovat studiu jurisprudence za pomoci Justiniánova zákona. Po krátkém vyučování právní vědy v Římě se vrátil do Bologni, kde v roce 1084 nebo 1088 založil novou školu jurisprudence, která měla soupeřit s právnickou školou v Ravenně. Právní věda byla ovšem v Bologni vyučována Pepem a dalšími už předtím, než zde Irnerius založil svou školu, a tradice jurisprudence se rozvíjela také už od poloviny 9. století v Pávii. Po smrti papeže Paschala II. Irnerius hájil práva císaře Jindřicha V. ve volbách nového papeže a potvrdil zákonnost zvolení císařského protipapeže Řehoře VIII. Po roce 1116 asi zastával nějaký úřad svěřený mu císařem. Zemřel snad za vlády císaře Lothara II., ale rozhodně před rokem 1140. Irnerius byl zcela zapomenut, než jeho jméno připomenuli němečtí historici koncem 19. století, a stal se slavným během oslav 800 let boloňské univerzity. Jeho jméno se objevuje v rukopisech také jako Hirnerius, Hyrnerius, Iernerius, Gernerius, Garnerius, Guarnerius, Warnerius, Wernerius nebo Yrnerius. Sám se podepisoval Wernerius.

## Dílo
Irnerius zavedl zvyk vysvětlovat římské právo pomocí glos, které byly původně jen stručnými objasněními přímo v textu. Ale od té doby, co byly často až příliš rozsáhlé, aby mohly být vloženy mezi řádky, začal je psát na okrajích stránek a jako první tak představil marginální (in margine, na okraj) glosy, které se poté začaly obecně používat. Ve výuce se držel zvyků při výuce bible, nahlas přečetl část civilního práva, kterou si studenti měli opsat, přičemž do textu přidal své komentáře a vysvětlující glosy. Tím se stal prvním z glosátorů, jejichž výklad zákona se stal nezbytnou součástí právního kurikula. Text Justiniánových Digest, který se takto používal v Bologni, označovaný jako Littera Bononiensis a velmi podobný s Littera Florentina, se šířil po celé Evropě, když se studenti vraceli z Bologni domů. Existují různé verze boloňských Littera původem z Paříže, Padovy, Lipska i Vatikánu.
Podle letitého názoru (který však byl hodně popírán) je Irnerius autorem výtahu z justiniánských Novellae, zvaného Authentica a uspořádaného podle jednotlivých titulů zákoníku. Jeho Formularium tabellionum (adresář pro notáře) a Quaestiones (kniha soudních rozhodnutí) již neexistují. Summa Codicis, připsaná Irneriovi Hermanem Fittingem v jeho edici z roku 1894, se nyní převážně považuje za pozdější dílo napsané až mezi roky 1130 a 1159, ačkoli stále zůstává nejdříve známou summou Justiniánova zákoníku. Další důležité dílo, Quaestiones de juris subtilitatibus, bylo obecně připisováno Irneriovi, dokud Hermann Kantorowicz nezveřejnil jeho rukopis z Britského muzea. Jiná právnická díla a glosáře, které jsou přisuzovány Irneriovi, existují pouze ve zlomcích nebo jejich autorství není jisté.